# Casper Nielsen
Casper Nielsen es un deportista danés que compitió en piragüismo en la modalidad de aguas tranquilas. Ganó una medalla de bronce en el Campeonato Mundial de Piragüismo de 2011, y una medalla de oro en el Campeonato Europeo de Piragüismo de 2009, ambas en la prueba de K1 4 × 200 m.

## Palmarés internacional
| Campeonato Mundial | Campeonato Mundial     | Campeonato Mundial | Campeonato Mundial |
| Año                | Lugar                  | Medalla            | Competición        |
| ------------------ | ---------------------- | ------------------ | ------------------ |
| 2011               | Szeged (Hungría)       | Medalla de bronce  | K1 4 × 200 m       |
| Campeonato Europeo |                        |                    |                    |
| Año                | Lugar                  | Medalla            | Competición        |
| 2009               | Brandeburgo (Alemania) | Medalla de oro     | K1 4 × 200 m       |